# Pyrame et Thisbé (Pignolet de Montéclair)
Pyrame et Thisbé est une cantate profane composée par le compositeur français de musique baroque Michel Pignolet de Montéclair vers 1716.

## Historique
La forme musicale de la cantate fit officiellement son apparition en France en 1706 avec la parution du premier livre de Jean-Baptiste Morin (1677-1745), et connut un grand succès durant les trois premières décennies du XVIIIe siècle. Montéclair compte cependant parmi les précurseurs du genre avec Adieu de Tircis à Climeine, une scène avec récitatifs, air et duo publiée en 1695 par Robert Ballard.
Montéclair a composé vingt-quatre cantates, publiées en trois livres :
- le premier livre, vers 1709 ;
- le deuxième livre, vers 1716 ;
- le troisième livre, en 1728.

Dans ses deux premiers livres, Montéclair fut plus expérimental que ses contemporains.
Pyrame et Thisbé est la sixième cantate du deuxième livre. Le librettiste est identifié à un certain Mr D.C..
Cette cantate est d'environ dix ans antérieure à la tragédie lyrique Pyrame et Thisbé composée en 1726 par François Rebel (1701 - 1775), fils de Jean-Féry Rebel, et François Francœur le cadet (1698 - 1787).

## Description
Pyrame et Thisbé est une cantate profane en langue française pour soprano, ténor, voix de basse, violon, flûte et basse continue d'une durée d'environ 23 min 30 s.
Cette cantate, dans laquelle Montéclair déploie tout son talent dramatique, s'inspire d'un épisode des Métamorphoses d'Ovide, Pyrame et Thisbé, qui préfigure l'histoire de Roméo et Juliette.
Il s'agit de la plus ambitieuse des cantates de Montéclair car elle réunit trois chanteurs : le récitant (ou « historien ») et les deux jeunes amoureux, Pyrame et Thisbé. 
Montéclair lui-même nota l'extrême longueur de cette cantate que l'on peut décrire comme un opéra miniature et émit l'espoir que son manque de répétition et sa variété compenseraient sa longueur.

## Discographie
- Cantates (La Mort de Didon, Il dispetto in amore, Le Triomphe de l'Amour, Morte di Lucretia, Pyrame et Thisbé), par Les Arts florissants, dirigés par William Christie (enregistré en mars 1988, paru sur CD Harmonia Mundi HMC 901280 et réédité en 1998 dans la collection Harmonia Mundi Musique d'Abord sous la référence HMA 1901280)

Chanteurs :
Agnès Mellon, soprano (La Mort de Didon) ;
Monique Zanetti, soprano (Morte di Lucretia, Pyrame et Thisbé) ;
Gérard Lesne, contre-ténor (Il dispetto in amore) ;
Jean-Paul Fouchécourt, ténor (Le Triomphe de l'Amour, Pyrame et Thisbé).
Jean-François Gardeil, basse (Pyrame et Thisbé).